# Його новий костюм
«Його новий костюм» (англ. His New Suit) — американська короткометражна кінокомедія Зіона Маєрса 1925 року.

## У ролях
- Артур Лейк
- Марселін Дей
- Едді Клейтон